# Rittersdorf (Rajna-vidék-Pfalz)
Rittersdorf település Németországban, Rajna-vidék-Pfalz tartományban. Lakosainak száma 1422 fő (2023. december 31.).

## Népesség
A település népességének változása:
| Lakosok száma | 925  | 1407 | 1412 | 1412 | 1396 | 1422 |
|               | 1975 | 2017 | 2019 | 2021 | 2022 | 2023 |